# Holothrix klimkoana
Holothrix klimkoana är en orkidéart som beskrevs av Dariusz Lucjan Szlachetko och Marg. Holothrix klimkoana ingår i släktet Holothrix och familjen orkidéer.
Artens utbredningsområde är Angola. Inga underarter finns listade i Catalogue of Life.